# جالمیر ویرا آندراده
جالمیر ویرا آندراده (به پرتغالی: Djalmir Vieira de Andrade) مهاجم اهل برزیل است که در شهر آراکاخو و در تاریخ ۲۲ مارس ۱۹۷۶ به دنیا آمده‌است.
جالمیر ویرا آندراده در تیم‌های فوتبال Sergipe سابقهٔ حضور دارد.